# Lhok Parom
Lhok Parom is een bestuurslaag in het regentschap Nagan Raya van de provincie Atjeh, Indonesië. Lhok Parom telt 243 inwoners (volkstelling 2010).